# Provincia de Tundama (Nueva Granada)
La provincia de Tundama fue una división administrativa y territorial de la República de la Nueva Granada, creada por medio de la ley del 7 de mayo de 1849 con la segregación de los cantones de Santa Rosa, Soatá, Cocuy y Sogamoso, pertenecientes a la provincia de Tunja.
En 1857 la provincia de Tundama conformó parte del Estado Soberano de Boyacá como una de sus divisiones administrativas (de diversas denominaciones a lo largo de la vida de esa entidad). Una vez que Boyacá fue convertido en departamento en 1886, la provincia de Tundama resurgió como una de sus entidades internas.

## Geografía

### Límites
Al momento de su erección, Tundama confinaba con las siguientes provincias (en el sentido de las agujas del reloj): García Rovira, Casanare, Tunja y Socorro. Los límites entre provincias no estaban del todo claros pero Agustín Codazzi durante las expediciones que se llevaron a cabo durante la Comisión Corográfica (1850-1859) realizó una minuciosa descripción de los linderos, así como de la geografía, de la mayoría de las provincias que conformaban la República de la Nueva Granada.
A grandes rasgos, los límites que correspondían a la Provincia de Tundama en 1851 empezaban en el Páramo de Toquilla, al oriente de la laguna de Tota y luego al sur por las cumbres de la cordillera que dividen las aguas que vierten en Tota de las que van al río Casanare, luego atravesaban el río Upía y se dirigían al norte hasta llegar al Páramo de Santa Bárbara, desde donde seguían por el occidente a través de los páramos de Alfombra, China y Chapa hasta el de las Cruces, lugar desde el cual los límites giraban al nor-nororiente desde el páramo de Tibacua hasta el alto de Espartal, dirigiéndose luego al norte atravesando el río Tunja y llegando al páramo de Chontales.
Desde esta páramo continuaban llegando al de Rusia, siguiendo por las cumbres de la Cordillera Oriental hasta finalmente encontrar las aguas del riachuelo de los Micos que desagüa en el Chicamocha; luego seguían por el curso de este último hasta el río Chiscas, el cual se seguía por su vaguada hacia el norte llegando al alto Murciélago. De este punto se dirigía al oriente hasta llegar al páramo Borrachera, en la Sierra Nevada del Cocuy. Desde aquí seguían hacia el sur a través del piedemonte llanero, cortando las cabeceras de los ríos Casanare, Labranzagrande y Pauto para luego retomar las cumbres de la cordillera pasando por los páramos de Pisba y Puchicabo hasta concluir en el de Toquilla.

### Aspecto físico
La provincia era una de las provincias neogranadinas más montañosas, y esto era debido a que el territorio estaba atravesado longitudinalmente por la Cordillera Oriental. Las únicas zonas planas eran las aledañas al piedemonte llanero, al oriente de la provincia.
Dentro de los ríos, el Chicamocha era el más caudaloso e importante de la región. Dentro de los cuerpos de agua, el más importante era la laguna de Tota, uno de los sitios sagrados de los muiscas.

### División territorial

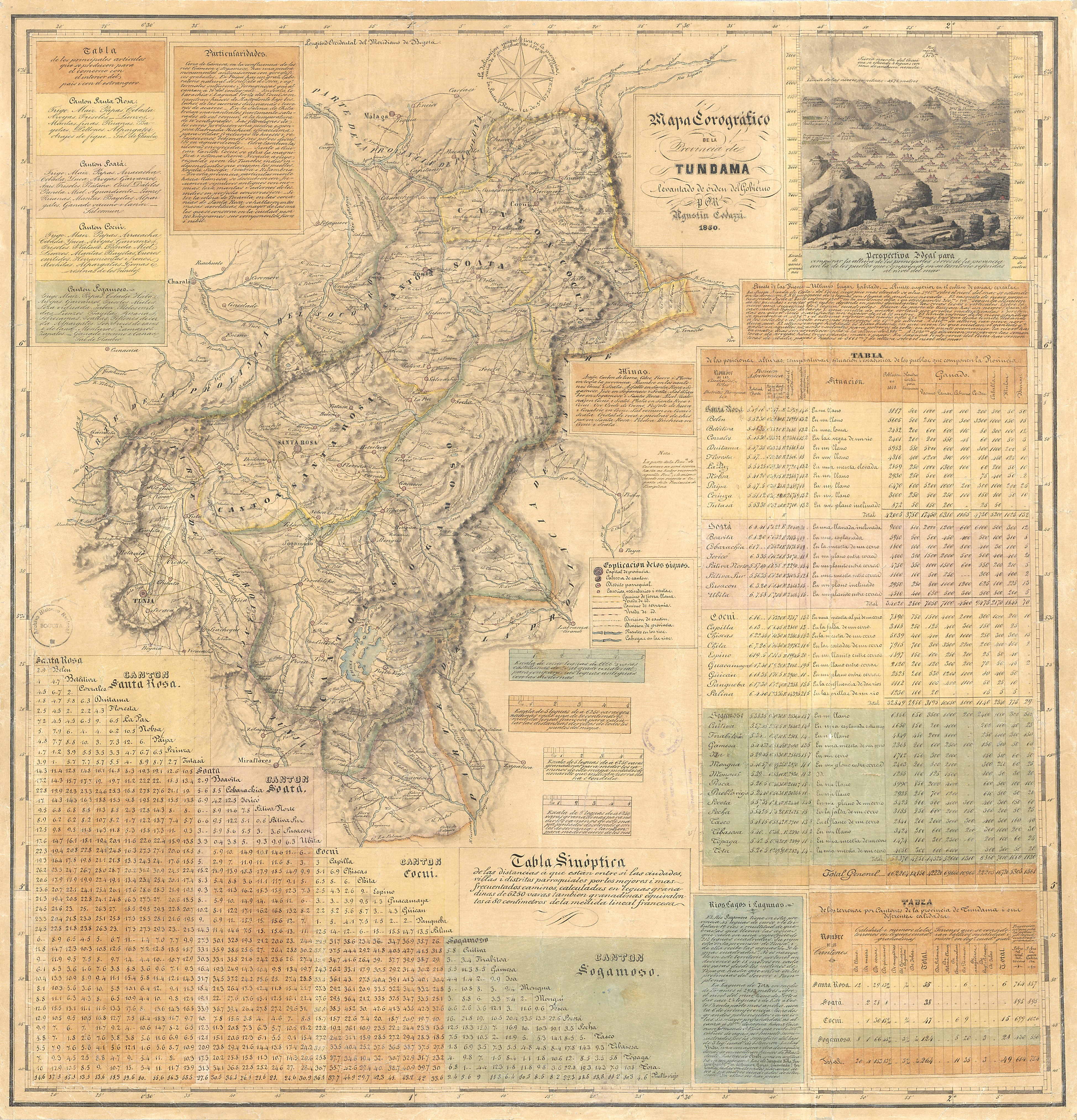
Provincia de Tundama en 1850.

La provincia estaba dividida en cuatro cantones: Santa Rosa, Soatá, Cocuy y Sogamoso. Todos ellos estaban divididos en distritos parroquiales y aldeas, de la siguiente manera:
- Cantón de Santa Rosa: Santa Rosa, Belén, Betéitiva, Corrales, Duitama, Floresta, La Paz, Nobsa, Paipa y Cerinza.
- Cantón de Cocuy: Cocuy, Capilla, Chiscas, Chita, Espino, Guacamayas, Güicán, Panqueba y Salina.
- Cantón de Soatá: Soatá, Boavita, Covarachía, Jericó, Sativanorte, Sativasur, Susacón y Uvita.
- Cantón de Sogamoso: Sogamoso, Cuítiva, Firavitoba, Gámeza, Iza, Mongua, Monguí, Pesca, Puebloviejo, Socotá, Socha, Tasco, Tibasosa, Tópaga y Tota.

## Demografía
Según el censo de 1851, la provincia contaba con 152.753 habitantes, de los cuales 74.202 eran hombres y 78.551 eran mujeres

## Economía
La actividad principal de la provincia consistía en la siembra de granos, principalmente trigo y maíz, y también de papas, habas, fríjoles, yucas y garbanzos, productos que se intercambiaban con la vecina provincia del Socorro a cambio de azúcar, algodón, mantas, lienzos, arroz, sal y hortalizas varias. La ganadería y la manufactura también fueron puntos fuertes en la economía provincial.